# Animal Crossing: New Horizons
Animal Crossing: New Horizons (kurz AC:NH oder ACNH) ist eine Lebenssimulation, die von Nintendo entwickelt und veröffentlicht wurde. Das Spiel ist am 20. März 2020 für die Nintendo Switch erschienen. New Horizons ist der fünfte Teil der Animal-Crossing-Hauptreihe.
Weltweit verkauften sich über 40 Millionen Exemplare, womit New Horizons nach Mario Kart 8 Deluxe das zweitmeistverkaufte Spiel für Nintendo Switch und eines der erfolgreichsten Computerspiele aller Zeiten ist.

## Spielprinzip
Animal Crossing: New Horizons verfolgt das Spielprinzip der Animal-Crossing-Serie, in dem der Spieler in eine Stadt zieht, die von Tieren bewohnt ist, und mit diesen interagiert. Wie die Vorgänger ist auch New Horizons eine Echtzeitsimulation. Diesmal zieht der Spieler auf eine Insel, statt in ein Dorf.
Zu Beginn des Spiels wählt der Spieler das Aussehen seiner Spielfigur und ob er auf eine Insel in der Nord- oder Südhemisphäre ziehen möchte. Danach wählt der Spieler eine Insel aus einer Auswahl von vier verschiedenen zufallsgenerierten Inseln aus. Zusammen mit Tom Nook, der die Reise durch das „Reif-für-die-Insel-Paket“ (Deserted Island Getaway Package) seiner Firma „Nook Inc.“ organisiert, und seinen Neffen Nepp (Timmy) und Schlepp (Tommy) fliegt der Spieler in einem Flugzeug auf die Insel. Außerdem begleiten den Spieler zu Beginn zwei weitere tierische Nachbarn auf die Insel, deren Wohnorte der Spieler erstmals in der Animal-Crossing-Reihe selbst aussuchen kann. In New Horizons kann man frei nach Ideen und Wünschen gestalten, um seine Perfekte 5-Sterne-Insel zu kreieren. Sobald man eine 3-Sterne-Insel hat ruft K. K. Slider an und bietet ein Konzert auf der Insel an. Laden, Museum, Schneiderei und Campingplatz müssen im Laufe des Spiels freigeschaltet werden. Das Service Center muss vom Zelt zum richtigen Haus ausgebaut werden. Terraforming und das Herstellen von Gegenständen durch Kombination von Komponenten wurden der Reihe mit New Horizons hinzugefügt. Im Gegensatz zu älteren Versionen ist es außerdem möglich, Möbel außerhalb des Spielerhauses aufzustellen. Wie im Vorgängerspiel Animal Crossing New Leaf, so kann der Spieler auch im Spiel Animal Crossing New Horizons die Wirtschaft der Insel durch intensiven Erwerb von Obst, Gemüse, Steinen, Erzen und Kleintieren ankurbeln und sich so zum wohlhabenden Inselbesitzer entwickeln. So kann der Spieler unter anderem mit einem Kescher Insekten einfangen, mit einer Angel Fische aus Gewässern angeln und im Meer nach Meeresfrüchten tauchen. Beim Einfangen der kleinen Tiere spricht der Spieler immer einen ulkigen Fangspruch aus.

## Gestaltung der Insel

### Einrichtungen

#### Flughafen (Dodo Airlines)
Der Flughafen beinhaltet das einzige bereits zu Beginn des Spieles vollständig ausgebaute Gebäude auf der Insel des Spielers. Die Inhaber des Flughafens sind die beiden Dodo-Vögel Bodo (Orville) und Udo (Wilbur) und sie sind auch bereits zu Beginn des Spiels auf der Insel anwesend. Am Flughafen steht genau ein kleines Flugzeug. Im Inneren des Flughafengebäudes befinden sich acht hellblaue Sitze für die Passagiere, ein Ständer mit Postkarten und eine Terminal-Theke, an welcher Bodo arbeitet. Udo ist der Flugzeugpilot, welcher den Spieler wahlweise zu Harveys Insel, zu einer Meileninsel, zur Arbeit oder im Falle des Online-Modus zur Insel eines anderen Spielers fliegt. Außerdem können über die Schleuse am Terminal über den Online-Modus mehrere andere Spieler auf der eigenen Insel empfangen werden.
Der Flughafen kann beim Start des Spiels vier verschiedene Farben haben: Gelb, Grün, Blau oder Orange.

#### Service Center (Resident Services)
Das Service Center ist zu Beginn ein grünes Zelt mit dem Blattsymbol der Firma Nook und beinhaltet eine Werkbank, eine Sammeltruhe und einen Geldautomaten. Dieses Zelt wird permanent vom Tanuki-Waschbärhund Tom Nook bewacht. Nach der Erweiterung ist das Service Center ein solides Haus aus orangen Backsteinen, Rundbogenfenstern und einem lila Dach mit einer Analoguhr auf der Vorderseite. Innen beinhaltet das Service Center aus Stein einen großen Büroraum mit zwei Schreibtischen und einer langen Theke sowie eine für den Spieler unzugängliche Kammer hinter dem Büroraum. Der vom Eingang aus betrachtet linke Teil des Büroraums wird durch Tom Nook besetzt, welcher dem Spieler das Erweitern des eigenen Wohnhauses und das Errichten von Brücken und Treppen auf der Insel ermöglicht. Der rechte Teil des Raums wird durch die gelbe Sekretärshündin Melinda (Isabelle) besetzt, welche für das Inselimage und die Bewohnerangelegenheiten zuständig ist. Auch in der erweiterten Form des Service Centers sind die Sammeltruhe, der Geldautomat und die Werkbank, die kleiner ist, vorhanden.

#### Museum
Das Museum beinhaltet ein Treppenhaus, eine Insektenabteilung, eine Aquarienabteilung, eine Fossilienabteilung, eine Kunstausstellung und ab dem Update 2.0.0 zusätzlich das Café Taubenschlag. Äußerlich hat das Museum die Form eines antiken Tempels aus grauen Steinen mit einem cyanen Dach und einem Eulenlogo auf dem Giebel. Der Besitzer dieses Museums ist eine Eule namens Eugen (Blathers), welche ein Experte über die biologische und paläontologische Artenvielfalt sowie über Gemälde ist. Im Spiel Animal Crossing New Horizons hält Eugen sich fast immer im Treppenhaus des Museums auf und gibt viele wissenschaftliche Informationen über die gefundenen Tiere und Objekte, welche der Spieler ihm vorzeigt. Die im Museum abgegebenen Tiere und Objekte werden sofort in die zugehörigen Museumsabteilungen gebracht. Mit Ausnahme des Cafés ist in jedem für den Spieler zugänglichen Museumsraum das musikalische Museumsmotiv der Reihe Animal Crossing in verschiedenen Variationen zu hören. Dieses Museumsmotiv enthält immer in Reihenfolge die Töne B - Ges - Ces - As - Des - B - Ces - As in repetitiver Form auf acht gleich lange Taktschläge aufgeteilt. Das Museum ist neben dem Wohnhaus des Spielers die einzige Einrichtung auf der eigenen Insel, in welcher der Spieler mehrere Räume betreten und von einem Raum zum anderen gehen kann.

#### Nooks Laden (Nook's Cranny)
Nooks Laden ist der Einkaufsladen für Immobilien wie Haushaltsgegenstände, Möbel und Werkzeuge auf der Insel des Spielers. Die Inhaber des Ladens sind Tom Nooks Neffen Nepp und Schlepp. Die anfängliche Form dieses Ladens ist ein Holzhaus mit einer blauen Dachfläche ohne Gaube und einer Einfachtür als Eingang. Innen enthält der Laden eine Vitrine mit Pflanzensamen und Werkzeugen sowie zwei kleine und zwei große Verkaufspodeste. Der Boden ist braun und die Wand ist auch von innen hölzern. Die erweiterte Version des Ladens hat eine Doppeltür als Eingang und diese Version wird freigeschaltet, wenn der Spieler genügend Gegenstände im Laden eingekauft hat. Die Fenster vom erweiterten Haus haben Markisen und das ebenso blaue Dach hat eine Fenstergaube. In der erweiterten Version von Nooks Laden existieren zwei kleine und vier große blaue Verkaufspodeste. Der Boden ist diesmal blau und weiß kariert. Auch in dieser Version ist die Vitrine zugänglich, welche sich nun auf der rechten Seite des Innenraums befindet. In der erweiterten Ladenversion führt eine leiterartige Treppe ins für den Spieler unzugängliche Obergeschoss des Ladens. Nooks Laden ist ohne Sonderverordnung (Frühaufsteherverordnung oder Nachteulenverordnung) von 8:00 morgens bis 22:00 abends geöffnet. Von 21:50 Uhr bis 22:00 Uhr ist eine von Streichinstrumenten gespielte Ladenschlussmusik in C-Dur hörbar. Um 22:00 Uhr wird der Spieler aus dem Laden entlassen.

#### Mode-Schneider (Able Sisters)
Mode-Schneider ist die Schneiderei auf der Insel des Spielers, in welcher Kleidungsstücke verkauft und erstellt werden können. Die Inhaber der Schneiderei sind die Igelschwestern Sina (Sable) und Tina (Mabel) und somit zwei von den insgesamt drei Able Sisters. Mitten im Laden sind zwei bekleidete Schaufensterpuppen, eine Umkleidekabine, eine Wand für Design-Kleider und eine Nähmaschine enthalten, an welcher Sina permanent arbeitet. Für die Verkäufe ist Tina zuständig. Hinter dem Tisch mit der Nähmaschine führt eine Tür zu einer weiteren Kammer, welche für den Spieler unzugänglich ist. Für den Kauf von Kleidungsstücken kann der Spieler sowohl mit dem Sterni-Geld als auch mit Schneiderei-Coupons bezahlen, welche er über die dritte Igelschwester Minna (Label) erwerben kann. Wenn der Spieler mit dem eigenen Kleidungsstil die von Minna vorgegebene Modekategorie brillant erfüllt, dann bekommt er von ihr die Coupons. Ohne Sonderverordnung ist die Schneiderei von 9:00 Uhr morgens bis 21:00 Uhr abends geöffnet. Im Gegensatz zu Nooks Laden wird der Spieler aus der Schneiderei zur betroffenen Ladenschlusszeit nicht entlassen. Wenn der Spieler die Schneiderei nach 21:00 Uhr verlässt, ist die Schneiderei dunkel und verriegelt. Auch in diesem Falle hat der Spieler erst am nächsten Tag wieder den Zugang zur Schneiderei.

#### Reiners Schatzkutter (Jolly Redd’s Treasure Trawler)
Reiners Schatzkutter ist an den meisten Tagen unerreichbar und nur an einem Tag in zwei Wochen vorhanden und betretbar. An denjenigen Tagen, als der Schatzkutter an der Insel anlegt, ist er stets am geheimen Nordstrand der Insel vorfindbar. Äußerlich ist der Schatzkutter grün und hat einen weißen Decksaufbau mit grünem Dach. Der Besitzer des Schatzkutters ist ein Kitsune namens Reiner (Redd) mit gelbem Fell. Innen können im Schatzkutter sowohl Kunstgemälde als auch Möbel erworben werden. Unter den Gemälden befinden sich sowohl Originale als auch Fälschungen. Die Fälschungen sind meist an einem oder zwei Merkmalen als Solche erkennbar und werden niemals vom Museum aufgenommen. Auch die Nook-Zwillinge in Nooks Laden lehnen den Handel mit Fälschungen ab. Die Originale jedoch können in der Kunstgalerie des Museums ausgestellt werden. An jedem Tag der Anwesenheit des Schatzkutters kann der Spieler nur ein einziges Gemälde erwerben und dieses sendet Reiner dem Spieler über die Post ohne jegliche Rückgabemöglichkeit am nächsten Tag zu. Im Gegensatz dazu können die Möbel direkt eingekauft und mitgenommen werden. Im Schatzkutter sind immer zwei verschiedene Möbel auf den Verkaufspodesten vorhanden. Im Gegensatz zu Nooks Laden ermöglicht Reiners Schatzkutter den mehrfachen Kauf der ausgestellten Möbel.

#### Campingplatz
Sobald das Service Center erweitert ist, wird der Spieler zum Bau des Campingplatzes aufgefordert. Der Campingplatz enthält ein einziges weißes rundes Zelt, in welchem sich regelmäßig ein zufälliger Bewohner als Neuankömmling der Insel aufhält. Wenn der Spieler den Bewohner mehrfach anspricht, dann lädt der Bewohner den Spieler zu einem auf Glück basierenden Kartenspiel ein. Falls der Spieler gewinnt, bekommt der Spieler entweder einen Gewinngegenstand vom Bewohner überreicht oder der Bewohner beschließt auf die Insel zu ziehen. Auch nach sehr häufigen Fragen ergreift der Bewohner im Zelt die Initiative des Einzugs auf die Insel. Zuerst fragt hierbei der Bewohner im Service Center nach einem freien Wohnungsplatz auf der Insel. Falls auf der Insel des Spielers bereits zehn Bewohner vorhanden sind, wird ein ausgewählter bisheriger Bewohner durch den Bewohner des Zelts unter der Zustimmung des Spielers ersetzt.

#### Fotopia auf Harveys Insel
Harveys Insel ist die einzige immer gleich gestaltete Insel im Spiel, welche vor dem Update 2.0.0 auch keinen Veränderungen unterliegt. Der Besitzer dieser Insel ist ein künstlerischer Hippie-Hund namens Harvey, welcher auf seiner Insel ein Fotostudio namens Fotopia besitzt. Neben dem Museum und dem eigenen Wohnhaus des Spielers ist Fotopia das einzige Haus, in welchem der Spieler mehrere Räume betreten kann. Die Räume des Hauses Fotopia kann der Spieler mit Gegenständen seiner Wahl ausgestalten. Der Garten enthält einen Steinofen und regenbogenfarbige Windräder. Ab dem Update 2.0.0 ist auf Harveys Insel hinter seinem Haus ein großer Platz mit mehreren Wohnwagen betretbar, auf welchem der Spieler verschiedene Sachen abgeben und mitnehmen kann. Als häufige Gäste auf dieser Insel sind Harveys beste Freundin Trude (Harriet) sowie das Alpaka-Ehepaar aus Björn (Cyrus) und Rosina (Reese) antreffbar. Später kann der Spieler noch Törtel, Aziza, Smeralda, Schubert, Reiner und Gerd treffen. Alle Charaktere brauchen Spendengelder in Höhe von jeweils 100.000 Sternies.

### Bewohner
Die Bewohner (Villagers) von der Insel des Spielers sind immer Tiere, welche mit dem Spieler sprechen. Insgesamt existieren im Spiel 413 Bewohner. Im nun Folgenden werden alle 35 offiziellen Tiersorten der Bewohner des Spiels in einer Liste aufgezählt:
| Säugetiere       | Affen, Ameisenbären, Bären, Bärenwelpen, Bullen, Eichhörnchen, Elefanten, Flusspferde, Gorillas, Hamster, Hasen, Hunde, Katzen, Koalas, Kängurus, Kühe, Löwen, Mäuse, Nashörner, Pferde, Rehe, Schafe, Schweine, Tiger, Wölfe, Ziegen |
| Nicht-Säugetiere | Adler, Alligatoren, Enten, Frösche, Hühner, Oktopoden, Pinguine, Strauße, Vögel |

Insgesamt existieren unter den Bewohnern acht Persönlichkeitstypen, welche in diesem Spiel geschlechterspezifisch aufgestellt werden. Die vier weiblichen Persönlichkeitstypen von Animal Crossing New Horizons, aber auch von Animal Crossing New Leaf lauten mit englischen Begriffen normal, peppy, sisterly und snooty, während die vier männlichen Persönlichkeitstypen cranky, jock, lazy und smug lauten.
Die Bewohner können durch den Spieler sowohl über Meileninseln als auch über den Campingplatz erworben werden. Jeder Bewohner hat ein eigenes Haus, in welchem er durch den Spieler tagsüber besucht werden kann. An denjenigen Tagen, als sich die Bewohner auf der Insel sicher eingefunden haben, können sie durch den Spieler beschenkt werden und beschenken häufig den Spieler mit Gegengeschenken. Wenn die Bewohner an ihrer Werkbank arbeiten, dann beschenken sie den in ihrer Wohnung anwesenden Spieler mit Anleitungen. Ab der Version 2.0 können die Bewohner aber auch an einer Küchenvorrichtung stehen und den Spieler mit Rezepten beschenken. Auch erlernt der Spieler über die Bewohner emotionale Ausdrucksweisen in Bezug auf Mimik und Gestik, wenn der Spieler draußen durch die Bewohner angesprochen wird. Falls die Bewohner eine Musik hören oder sich auf dem Versammlungsplatz befinden, können sie sowohl allein als auch zusammen singen. Wenn ein Musikinstrument bei den Bewohnern steht, können sie auf diesem zur Musik spielen. Eine weitere wichtige Funktion der Bewohner besteht darin, dass der Spieler mit Hilfe von Postkarten neue Gegenstände von den Bewohnern bekommen kann, wie beispielsweise alle fünf Hauptobstsorten. Die fünf Hauptobstsorten in diesem Spiel sind der Apfel, die Birne, der Pfirsich, die Kirsche und die Orange. Ohne die Bewohner und ohne den Online-Modus gelangt der Spieler bei seinem Konto immer nur an maximal drei von diesen fünf Obstsorten. Wenn man aber eine Kokosnuss vergräbt, entsteht eine Palme. Dafür erhält man Meilen.

## Updates
Da das Spiel von saisonalen Änderungen abhängt, erhält New Horizons regelmäßig Updates, die neue saisonale Gegenstände, Ereignisse und manchmal neue Gameplay-Funktionen hinzufügen. Die meisten Updates basieren auf internationalen und christlichen Feiertagen, darunter der „Häschentag“ (Ostern), Karneval, Maifeiertag, Halloween, „Schlemmfest“ (Erntedankfest) und „Spielzeugtag“ (Weihnachten). Jedes jeweilige Update brachte auch beliebte Charaktere aus früheren Animal-Crossing-Spielen zurück. Mit jedem Update kann sich das Aussehen der Insel verändern, da der Spieler diese mit neuen Items gestalten und schmücken kann. Neben saisonalen Änderungen hat Nintendo anlässlich des 35-jährigen Jubiläums von Super Mario, bestimmte Items aus der Serie in das Spiel integriert, wie beispielsweise die New-Super-Mario-Bros-Wii-Items oder die grünen Warp-Röhren.

### Update 2.0.0
In einer auf Animal Crossing ausgerichteten Nintendo Direct im Oktober 2021 kündigte Nintendo an, dass das Update auf Version 2.0.0 im folgenden Monat veröffentlicht werden würde und das das letzte große kostenlose Inhaltsupdate für das Spiel sein würde. Das Update wird die wiederkehrenden Charaktere Käpten (Kapp'n) und Kofi (Brewster) hinzufügen, die beide neue Aktivitäten und Orte in das Spiel bringen. Diese neuen Orte sind insbesondere der große Gartenplatz auf der Insel des Hippie-Hundes Harvey, die über das Motorboot erreichbaren Meileninseln und das von Kofi geführte Café Taubenschlag (The Roost Café), welches anders als in New Leaf in New Horizons mitten im Museum zugänglich ist. Neben anderen Verbesserungen der Spielqualität umfasste es auch neue käufliche Items, sowie die Möglichkeit, Lebensmittel mit anbaubaren Gemüse und Getreide zuzubereiten, mit denen man dann auch kochen kann. Außerdem können in diesem Update lebendige rhythmische Spielzeugroboter namens Gyroiden ausgegraben und aufgestellt werden. Das Update wurde am 5. November 2021 veröffentlicht.

### Animal Crossing: Happy Home Paradise
Neben dem 2.0.0-Update wurden kostenpflichtige herunterladbare Inhalte mit dem Titel Animal Crossing: New Horizons – Happy Home Paradise angekündigt. Ähnlich wie bei dem Spin-off Animal Crossing: Happy Home Designer aus dem Jahr 2015 ermöglicht die Erweiterung den Spielern, eine entfernte Inselgruppe zu besuchen und Ferienhäuser für alle Dorfbewohner zu entwerfen. Außerdem fügt es neue Anpassungsoptionen hinzu, die auch auf den persönlichen Inseln der Spieler verwendet werden können, sobald sie erlernt sind. Happy Home Paradise wird wie das Update auf Version 2.0.0 am 5. November 2021 veröffentlicht.

## Entwicklung
Die Entwicklung eines neuen Animal-Crossing-Spiels der Hauptserie für die Nintendo Switch wurde am 13. September 2018 in einer Nintendo Direct mit einem nicht näher bezeichneten Erscheinungsdatum 2019 bestätigt. Obwohl das Spiel 2018 angekündigt wurde, bestätigte Spieleentwicklerin Aya Kyogoku, dass die Entwicklung des Spiels 2012 begonnen hatte, kurz nach der ursprünglichen Veröffentlichung von Animal Crossing: New Leaf für den Nintendo 3DS in Japan. Sie erklärte, wie sich Konzepte für das Spiel bildeten, lange bevor es überhaupt Ideen für die Nintendo Switch gab.
Nintendo veröffentlichte den Titel und den ersten Trailer des Spiels während einer Nintendo Direct auf der E3 2019 am 11. Juni 2019. Das Spiel wurde auf den 20. März 2020 verschoben. Der Börsenwert von Nintendo verzeichnete als Reaktion auf die Verzögerung einen Verlust von 3,5 %, was einem Gesamtwertverlust von mehr als 1 Milliarde US-Dollar entspricht.
Kyogoku erklärte, dass der Erfolg der Animal-Crossing-Reihe auf die Tatsache zurückzuführen sei, dass die Entwickler jedes Spiel anders genug als das letzte machen, um Neulinge anzusprechen, aber das Kernkonzept für zurückkehrende Spieler beizubehalten. Kyogoku und Hisashi Nogami gaben an, dass sie eine einsame Insel als Schauplatz des Spiels ausgewählt haben, um es von früheren Animal-Crossing-Spielen zu unterscheiden. Darüber hinaus hat eine einsame Insel etablierte Parameter in der Serie weggenommen, um verschiedene Ideen für Spielerinteraktionen zu ermöglichen. Andere Konzepte wie Internet und Multiplayer konnten im Gegensatz zu früheren Spielen aufgrund der fortschreitenden Hardware umgesetzt werden. Hygoku hat darauf geachtet, das Gleichgewicht zwischen der Einführung neuer und frischer Ideen zu halten und gleichzeitig Kernelemente beizubehalten, um langjährige Fans der Serie zufrieden zu stellen.
Die Entwickler waren sehr enttäuscht, als sich der Veröffentlichungszyklus des Spiels mit der COVID-19-Pandemie überschnitt. Aufgrund der Quarantäne während der Pandemie hoffte Kyogoku, dass das Spiel zu diesem Zeitpunkt eine „Flucht“ für die Fans sein würde. Sie betonte eine globale Veröffentlichung, um internationale Verbindungen zwischen den Spielern zu ermöglichen.

## Veröffentlichung
Während einer Nintendo Direct am 13. September 2018 kündigte Nintendo an, dass ein Animal-Crossing-Titel für die Nintendo Switch in Entwicklung sei und 2019 erscheinen solle. In einer Nintendo Direct am 11. Juni 2019 zur E3 2019 enthüllte Nintendo den Titel des Spiels, Animal Crossing: New Horizons, und verschob den Veröffentlichungstermin auf den 20. März 2020. Während der folgenden Tage der E3 zeigte Nintendo beim Nintendo Treehouse weiteres Gameplay zum Spiel. Am 20. Februar 2020 veröffentlichte Nintendo eine Nintendo Direct zu Animal Crossing: New Horizons, in welcher weitere Infos zum Spiel genannt wurden und Updates angekündigt wurden.

## Rezeption
Animal Crossing: New Horizons erhielt fast ausschließlich positive Wertungen der Fachpresse und erreichte einen Metascore von 90 aus 100 Punkten, basierend auf 111 Rezensionen. OpenCritic ermittelte ebenfalls einen aggregierten Punktestand von 90 aus 100 auf Grundlage von 140 Kritiken.
Die Erweiterung Happy Home Paradise vergleicht Edge mit dem 3DS-Titel Animal Crossing: Happy Home Designer, beurteilt die Bedienung allerdings als schlechter umgesetzt.

### Verkaufszahlen
In Japan hat sich New Horizons im stationären Einzelhandel während der ersten drei Verkaufstage über 1,88 Millionen Mal verkauft, häufiger als die vorherigen Animal-Crossing-Spiele verkauft. Das Spiel ist damit das Nintendo-Switch-Spiel mit dem besten Verkaufsstart in Japan.
Im Vereinigten Königreich hat sich New Horizons im stationären Einzelhandel während der ersten drei Verkaufstage häufiger als alle vorherigen Animal-Crossing-Spiele in ihren ersten drei Verkaufstagen zusammen verkauft. Damit hat es auch im Vereinigten Königreich den besten Verkaufsstart eines einzelnen Nintendo-Switch-Spiels erreicht.
In den ersten zwölf Verkaufstagen bis zum 31. März 2020 konnte sich New Horizons weltweit 11,77 Millionen Mal verkaufen. Im ersten Monat verkaufte sich der Titel weltweit über 5 Millionen Mal digital und damit öfter als jedes andere Konsolenspiel innerhalb eines Monats.
New Horizons war für rund 40 % des weltweiten Umsatzes mit Software des japanischen Konzerns im Quartal nach seiner Veröffentlichung von April bis Juni 2020 verantwortlich.
Bis März 2022 wurden 38,64 Millionen Exemplare verkauft. Damit übertrifft New Horizons die summierten Verkaufszahlen aller vorherigen Teile. Bis zum 30. Juni 2022 stiegen die Verkäufe auf 39,38 Millionen Einheiten an. Bis November 2022 wurde die Marke von 40 Millionen verkauften Kopien überschritten. Das Spiel ist nach Mario Kart 8 Deluxe und vor Super Smash Bros. Ultimate das zweitmeistverkaufte Spiel für die Nintendo Switch und eines der bisher meistverkauften Computerspiele.